# 900
| 900                |
| ------------------ |
| Dødsfald - Fødsler |
|                    |

| Gregoriansk kalender | 900 CM                  |
| Ab urbe condita      | 1653                    |
| Armensk kalender     | 349 ԹՎ ՅԽԹ              |
| Kinesiske kalender   | 3596 – 3597 己未 – 庚申 |
| Etiopisk kalender    | 892 – 893               |
| Jødisk kalender      | 4660 – 4661             |
| Hindukalendere       |                         |
| - Vikram Samvat      | 955 – 956               |
| - Shaka Samvat       | 822 – 823               |
| - Kali Yuga          | 4001 – 4002             |
| Iransk kalender      | 278 – 279               |
| Islamisk kalender    | 287 – 288               |

Se også 900 (tal)